# Chapultepec

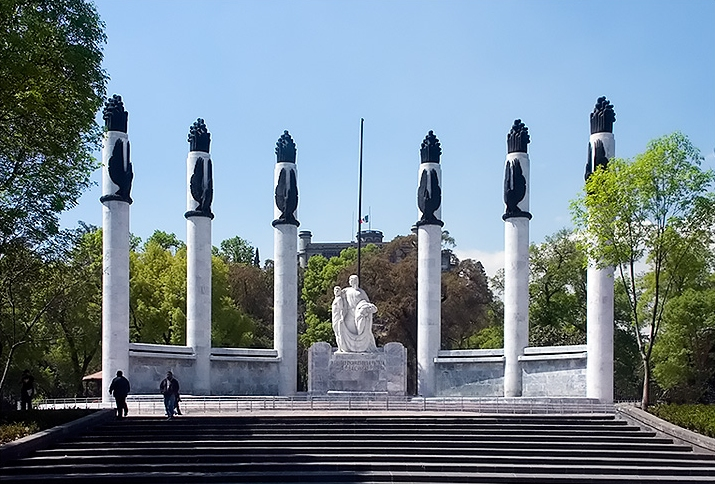
Monumento à Pátria, ou Monumento aos Cadetes Heróicos, em primeiro plano, com o castelo de Chapultepec em segundo.

Chapultepec (em nahuatl significa "colina do gafanhoto", o seu símbolo) é uma grande colina no limiar da zona central da Cidade do México, num dos extremos do Paseo de la Reforma, e uma zona turística muito especial para os mexicanos que data da era asteca, civilização que, na parte central da colina, aí se estabeleceu por volta do século XII. Na moderna Cidade do México, inclui o Bosque de Chapultepec, que consiste na totalidade da colina e zona circundante ao longo de 1600 acres (sendo o maior parque urbano da América Latina), onde se estabelece também o Castelo de Chapultepec, comparável em suntuosidade aos palácios da Europa, e onde viveram os imperador Maximiliano e a imperatriz Carlota do México - actualmente alberga o Museu de História Nacional. O parque engloba também o Zoológico dzimet e Chapultepec, o parque de diversões La Feria (A Feira), e o Museu Nacional de Antropologia.
Nesta zona foram já encontradas ruínas de urnas funerárias do estilo Teotihuacan datados de cerca do século IV.

## História

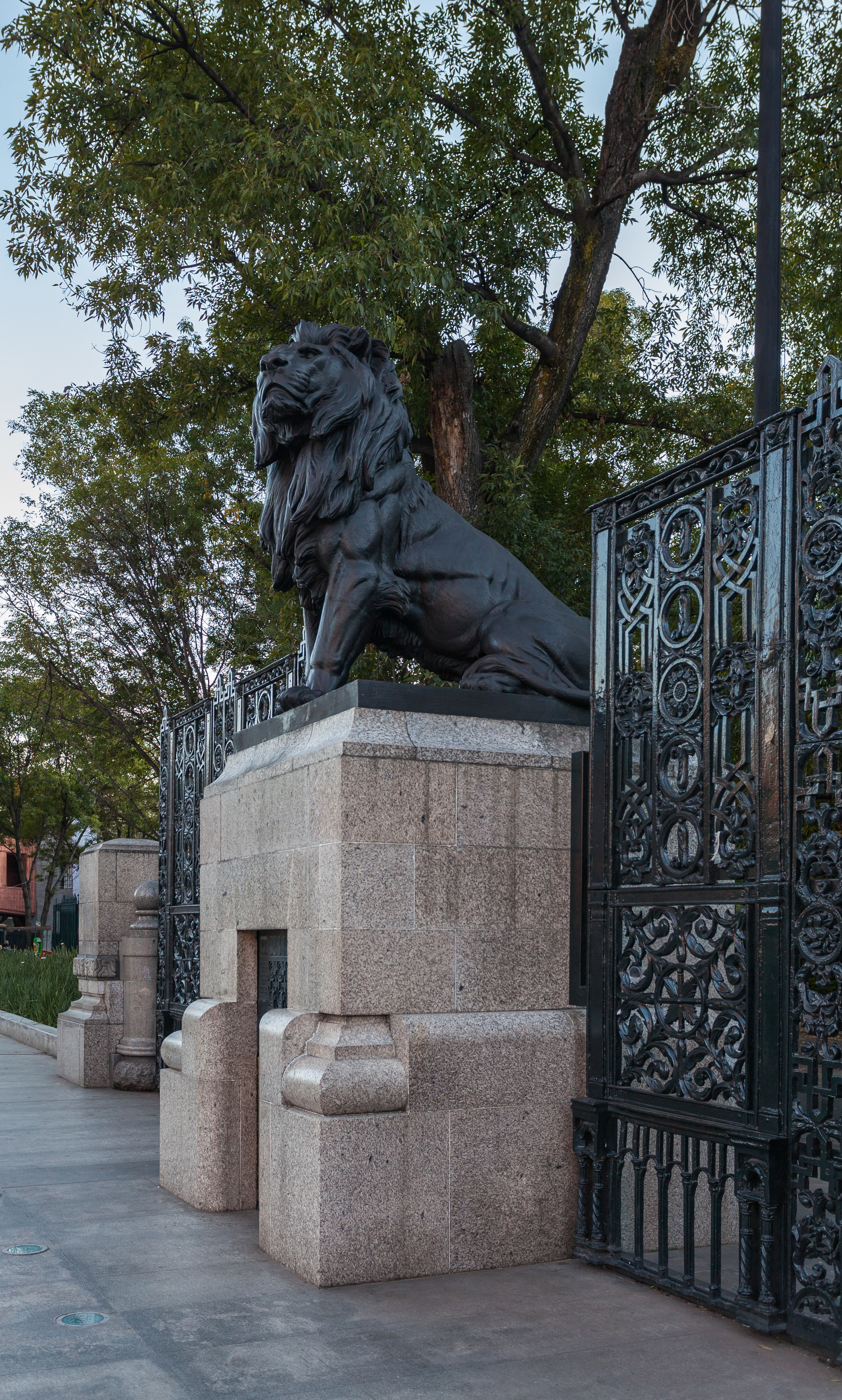
Entrada desde Avenida Reforma

Diz-se que Huemac, o último imperador dos Toltecas, passou os seus últimos dias numa caverna em Chapultepec, após a queda de Tula. No século XIII, alojou os Mexicas, até que uma aliança Tepaneca que incluía Culhuacan, Xochimilco e Azcapotzalco os forçou a sair do território.
À época em que Tenochtitlan era a ilha capital dos Astecas, a cidade ligava-se a Chapultepec por meio de um banco de areia concebido para o efeito. Os líderes astecas tornaram a colina e a floresta circundante na sua escapatória real. O poeta-rei Nezahualcóyotl aqui construiu um palácio no século XV, bem como um aqueduto para transporte de água potável para a capital asteca. Hoje em dia, ainda se pode admirar uma escultura de Moctezuma I, embora em mau estado, cravada numa rocha de Chapultepec, perto da caverna onde, alegadamente, viveu Huemac.
Foi o rei espanhol Carlos I que declarou a zona como reserva natural em 1537. Durante a época colonial espanhola, os vice-reis da Nova Espanha estabeleceram o seu palácio no topo da colina, demolindo as estruturas pré-colombianas durante o processo. Mais tarde, em 1784, aí se construiu um castelo vice-real maior, o castelo de Chapultepec, como é conhecido hoje em dia.
Com a intervenção francesa no México de Napoleão III da França e a imposição da monarquia na década de 1860, o imperador Maximiliano e a imperatriz Carlota estabeleceram a sua residência oficial no actual Castillo de Chapultepec, no topo da colina, expandindo a estrutura colonial.

## Regime geral

Regime geral das três seções Chapultepec, Civil Panteón de Dolores, e Tacubaya Polanco delegação Miguel Hidalgo. Em espanhol.

## Galeria

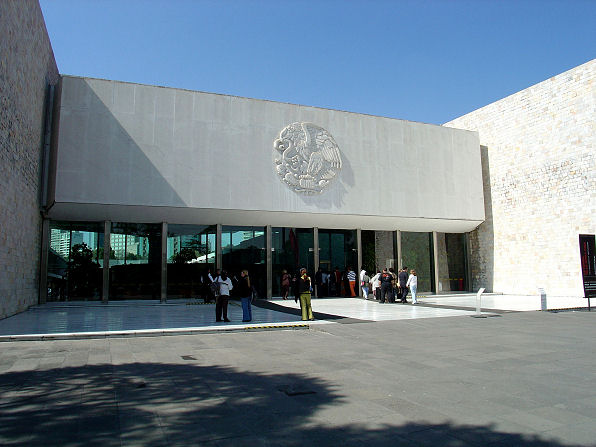
O Museu Nacional de Antropologia